# Миколай Жолкевський
Микола Жолкевський (пом. перед 20 березня 1597) — галицький шляхтич, військовик та урядник Речі Посполитої.

## Життєпис
Батько — Станіслав Жолкевський, засновник м. Бродів. Мати — дружина батька Софія Липська з Горая гербу Корчак. Дружина — Анна з Ходороставу Жоравінська — 1641 року як його вдова примножила фундуш для римо-католицької парафії Бродів 9-16 листопада 1593 року була укладена угода (інтерциза) між литовським маршалком Станіславом Радзивіллом та львівським підкоморієм Миколою Жолкевським про встановлення меж між маєтностями Радзивіллів та Бродами, яку зареєстрував земський суд у Крем'янці.
Посідав уряд львівського підкоморія. 

### Сім'я
Дружина Анна народила від нього 2-х доньок:
- Адам Жолкевський (перед 1594—1615), коронний обозний,
- Лукаш Жолкевський (1594—1636), воєвода брацлавський і гетьман польний,

- Анна, дружина Миколая Гербурта, сина Яна Гербурта[3],
- Катажина, дружина Лянцкоронського.

Вдова з доньками управляли маєтностями після смерти Миколи Жолкевського, звернулися з проханням до короля Сигізмунда III Вази підтвердити привілей Стефана Баторія, що він зробив на вальному семі у Варшаві 20 березня 1597 року.